# Gaston Naessens
 (décembre 2012).
Pour les articles homonymes, voir Naessens.
Gaston Naessens est un biologiste français né à Roubaix le 16 mars 1924 et mort à Sherbrooke le 16 février 2018.

## Biographie
Gaston Naessens naît à Roubaix, en France, le 16 mars 1924,. Il a étudié la chimie, la physique et la biologie à l'université de Lille. Durant la Seconde Guerre mondiale, il poursuit ses études en zone libre, à Nice. Par la suite, il entreprend des recherches pour mettre au point un médicament anticancer et un microscope pour étudier le sang, qu'il nomme somatoscope. Selon lui, celui-ci, inventé en 1948, permettrait un meilleur grossissement qu'un microscope optique et l'observation de cellules vivantes, contrairement à un microscope électronique de cette époque (à transmission) ou postérieur (à balayage) dans le cas général.
En mai 1965, à l'appui du témoignage à charge de Pierre Denoix, Directeur à l'époque de l' institut du cancer de Villejuif, procès au cours duquel Naessens sera condamné pour exercice illégal de la médecine,  il choisit de s'expatrier au Canada. Au début des années 1970, soutenu financièrement par une fondation montréalaise, Naessens monte un laboratoire de recherche. Il conçoit un produit, le 714-X, capable, selon lui, de guérir des patients atteints d'un cancer en phase terminale. Le 30 mai 1989, Gaston Naessens est arrêté par la police et poursuivi par la justice,. Il est acquitté à l'issue d'un procès, mais son médicament n'a jamais été homologué par Santé Canada.
Il meurt, à Sherbrooke, le 16 février 2018.